# Argentine aux Jeux olympiques d'été de 2016
L'Argentine participe aux Jeux olympiques d'été de 2016 à Rio de Janeiro au Brésil du 5 août au 21 août. Il s'agit de sa 24e participation à des Jeux d'été.
Luis Scola est désigné porte-drapeau en avril 2016.
Le 6 août, la judokate Paula Pareto gagne le tournoi en moins de 48 kg et devient la première femme championne olympique de l'histoire du pays.

## Médaillés
| Sport                  | Discipline               | Athlète(s) | Performance                              | Date    |
| ---------------------- | ------------------------ | --- | ---------------------------------------- | ------- |
| Médailles d’or : 3     |                          | |                                          |         |
| Judo                   | Femmes de moins de 48 kg | Paula Pareto | bat Jeong Bo-kyeong 10-0                 | 6 août  |
| Voile                  | Nacra 17                 | Santiago Lange Cecilia Carranza Saroli | 77 points                                | 16 août |
| Hockey sur gazon       | Tournoi masculin         | Juan Manuel Vivaldi Gonzalo Peillat Juan Ignacio Gilardi Facundo Callioni Lucas Rey Matías Paredes Joaquín Menini Lucas Vila Luca Masso Ignacio Ortíz Juan Martín Lopez Juan Manuel Saladino Matías Rey Manuel Brunet Agustín Mazzilli Lucas Rossi Pedro Ibarra Isidoro Ibarra | bat la Belgique 4-2                      | 18 août |
| Médailles d’argent : 1 |                          | |                                          |         |
| Tennis                 | Simple messieurs         | Juan Martín del Potro | battu par Andy Murray 5-7, 6-4, 2-6, 5-7 | 14 août |

## Athlètes
La délégation argentine se compose de 74 femmes (34,74 %) et 139 hommes (65,26 %) qui participent à 25 sports. C'est la deuxième délégation la plus nombreuse à des Jeux olympiques après celle de Londres en 1948 qui comptait 242 sportifs.
| Sport                 | Femmes | Hommes | Total |
| --------------------- | ------ | ------ | ----- |
| Athlétisme            | 6      | 7      | 13    |
| Aviron                | 1      | 1      | 2     |
| Basket-ball           | 0      | 12     | 12    |
| Boxe                  | 0      | 6      | 6     |
| Canoë-kayak           | 4      | 6      | 10    |
| Cyclisme              | 1      | 5      | 6     |
| Équitation            | 0      | 4      | 4     |
| Escrime               | 1      | 0      | 1     |
| Football              | 0      | 18     | 18    |
| Golf                  | 0      | 2      | 2     |
| Gymnastique           | 1      | 1      | 2     |
| Haltérophilie         | 1      | 0      | 1     |
| Handball              | 14     | 14     | 28    |
| Hockey sur gazon      | 16     | 16     | 32    |
| Judo                  | 1      | 1      | 2     |
| Lutte                 | 1      | 0      | 1     |
| Natation              | 2      | 3      | 5     |
| Natation synchronisée | 2      | 0      | 2     |
| Pentathlon            | 1      | 1      | 2     |
| Rugby à sept          | 0      | 12     | 12    |
| Tennis                | 0      | 6      | 6     |
| Tir                   | 3      | 2      | 5     |
| Triathlon             | 0      | 2      | 2     |
| Voile                 | 5      | 8      | 13    |
| Volley-ball           | 14     | 12     | 26    |
| Total                 | 74     | 139    | 213   |

## Athlétisme

### Hommes

#### Courses
| Athlète              | Épreuve      | Séries      | Séries      | Demi-finales | Demi-finales | Finale        | Finale |
| Athlète              | Épreuve      | Temps       | Rang        | Temps        | Rang         | Temps         | Rang   |
| -------------------- | ------------ | ----------- | ----------- | ------------ | ------------ | ------------- | ------ |
| Juan Manuel Cano     | 20 km marche | Non courues | Non courues | Non courues  | Non courues  | 1 h 27 min 27 | 51e    |
| Mariano Mastromarino | Marathon     | Non courues | Non courues | Non courues  | Non courues  |               |        |
| Luis Molina          | Marathon     | Non courues | Non courues | Non courues  | Non courues  |               |        |
| Federico Bruno       | Marathon     | Non courues | Non courues | Non courues  | Non courues  |               |        |

#### Concours
| Athlètes            | Épreuve           | Qualification | Qualification | Finale       | Finale       |
| Athlètes            | Épreuve           | Performances  | Rang          | Performances | Rang         |
| ------------------- | ----------------- | ------------- | ------------- | ------------ | ------------ |
| Braian Toledo       | Lancer du javelot | 81,96 m       | 12e (Q)       | 79,81 m      | 10e          |
| Germán Lauro        | Lancer du poids   | 19,89 m       | 19e (E)       | Non qualifié | Non qualifié |
| Germán Chiaraviglio | Saut à la perche  | 5,70 m        | 7e (Q)        | 5,50 m       | 11e          |

### Femmes

#### Courses
| Athlète                      | Épreuve         | Séries        | Séries      | Demi-finales  | Demi-finales  | Finale        | Finale  |
| Athlète                      | Épreuve         | Temps         | Rang        | Temps         | Rang          | Temps         | Rang    |
| ---------------------------- | --------------- | ------------- | ----------- | ------------- | ------------- | ------------- | ------- |
| Belén Casetta                | 3 000 m steeple | 9 min 51 s 85 | 16e (E)     | Non qualifiée | Non qualifiée |               |         |
| María de los Ángeles Peralta | Marathon        | Non courues   | Non courues | Non courues   | Non courues   | Abandon       | Abandon |
| Rosa Godoy                   | Marathon        | Non courues   | Non courues | Non courues   | Non courues   | 2 h 52 min 31 | 110e    |
| Viviana Chávez               | Marathon        | Non courues   | Non courues | Non courues   | Non courues   | 3 h 03 min 23 | 125e    |

#### Concours
| Athlètes          | Épreuve           | Qualification | Qualification | Finale        | Finale        |
| Athlètes          | Épreuve           | Performances  | Rang          | Performances  | Rang          |
| ----------------- | ----------------- | ------------- | ------------- | ------------- | ------------- |
| Rocío Comba       | Lancer du disque  | 54,44 m       | 27e (E)       | Non qualifiée | Non qualifiée |
| Jennifer Dahlgren | Lancer du marteau | 63,03 m       | 27e (E)       | Non qualifiée | Non qualifiée |

## Aviron
Légende: FA = finale A (médaille) ; FB = finale B (pas de médaille) ; FC = finale C (pas de médaille) ; FD = finale D (pas de médaille) ; FE = finale E (pas de médaille) ; FF = finale F (pas de médaille) ; SA/B = demi-finales A/B ; SC/D = demi-finales C/D ; SE/F = demi-finales E/F ; QF = quarts de finale; R= repêchage
| Athlète       | Compétition  | Séries        | Séries | Repêchage     | Repêchage | Quarts de finale | Quarts de finale | Demi-finales  | Demi-finales | Finale        | Finale |
| Athlète       | Compétition  | Temps         | Rang   | Temps         | Rang      | Temps            | Rang             | Temps         | Rang         | Temps         | Rang   |
| ------------- | ------------ | ------------- | ------ | ------------- | --------- | ---------------- | ---------------- | ------------- | ------------ | ------------- | ------ |
| Brian Rosso   | Skiff hommes | 7 min 22 s 69 | 3e QF  | exempt        | exempt    | 7 min 3 s 23     | 4e SC/D          | 7 min 24 s 65 | 2e FC        | 6 min 58 s 58 | 15e    |
| Lucía Palermo | Skiff femmes | 8 min 47 s 01 | 4e R   | 8 min 00 s 59 | 2e QF     | 7 min 56 s 61    | 6e SC/D          | 8 min 15 s 42 | 3e FC        | 7 min 50 s 59 | 17e    |

## Basket-ball
Tournoi masculin
L'équipe d'Argentine de basket-ball gagne sa place pour les Jeux en atteignant la finale du Championnat des Amériques de basket-ball 2015.
À Rio, elle se qualifie pour les quarts de finale avec trois victoires et deux défaites à l'issue de premier tour du groupe B. En quart de finale, elle s'incline face à l'équipe des États-Unis : 78 à 105.

## Boxe
L'argentine qualifie six boxeurs. Fernando Martínez, Ignacio Perrín, Alberto Palmetta, Alberto Melián et Yamil Peralta sont retenus à l'issue du Tournoi de qualification olympique continental AIBA 2016 pour l'Amérique de Buenos Aires, tandis que Leandro Blanc accède aux Jeux grâce aux qualifications pour les professionnels APB et WSB de Vargas au Venezuela.
Leandro Blanc, Ignacio Perrín (poids mi-mouches), Fernando Martínez ( poids mouches) et Alberto Palmetta (poids welters) s'inclinent en 16e de finale. Alberto Melián (poids coqs) et Yamil Peralta (poids lourds) atteignent les quarts de finale où ils s'inclinent respectivement face à l’Ouzbek Murodjon Akhmadaliev (KO technique) et au Cubain Erislandy Savón (0–3).

## Canoë-kayak

### Course en ligne
L'Argentine qualifie neuf pagayeurs, 4 femmes et 5 hommes, aux Championnats du monde de course en ligne de canoë-kayak de 2015.
| Athlète                                                            | Compétition | Éliminatoires  | Éliminatoires | Demi-finales   | Demi-finales | Finale | Finale |
| Athlète                                                            | Compétition | Temps          | Rang          | Temps          | Rang         | Temps  | Rang   |
| ------------------------------------------------------------------ | ----------- | -------------- | ------------- | -------------- | ------------ | ------ | ------ |
| Sabrina Ameghino                                                   | K1 – 200 m  | 42 s 417       | 6             | 41 s 934       | 6            | -      | -      |
| Magdalena Garro Sabrina Ameghino Brenda Rojas Alexandra Keresztesi | K4 – 500 m  | 1 min 37 s 645 | 7             | 1 min 38 s 579 | 6 (FB)       |        |        |

FB : finale sans médaille
| Athlète                                                             | Compétition  | Éliminatoires  | Éliminatoires | Demi-finales   | Demi-finales | Finale | Finale |
| Athlète                                                             | Compétition  | Temps          | Rang          | Temps          | Rang         | Temps  | Rang   |
| ------------------------------------------------------------------- | ------------ | -------------- | ------------- | -------------- | ------------ | ------ | ------ |
| Rubén Rézola                                                        | K1 – 200 m   | 35 s 491       | 6             | 35 s 439       | 7 (FB)       |        |        |
| Daniel Dal Bo Juan Ignacio Cáceres Pablo De Torres Gonzalo Carreras | K4 – 1 000 m | 2 min 55 s 103 | 2             | 3 min 00 s 952 | 6 (FB)       |        |        |

FB : finale sans médaille

### Slalom
|                 | Compétition | Éliminatoires | Éliminatoires | Éliminatoires | Éliminatoires | Éliminatoires | Éliminatoires | Demi-finales | Demi-finales | Finale       | Finale       |
| Course 1        | Compétition | Rang          | Course 2      | Rang          | Total         | Rang          | Résultat      | Rang         | Résultat     | Rang         |              |
| --------------- | ----------- | ------------- | ------------- | ------------- | ------------- | ------------- | ------------- | ------------ | ------------ | ------------ | ------------ |
| Sebastián Rossi | C1 hommes   | 108 s 81      | 13            | 155 s 70      | 18            | 108 s 81      | 17e (E)       | Non qualifié | Non qualifié | Non qualifié | Non qualifié |

## Cyclisme

### Cyclisme sur route
| Athlète             | Compétition      | Temps              | Rang    |
| ------------------- | ---------------- | ------------------ | ------- |
| Eduardo Sepúlveda   | Course en ligne  | 6 h 22 min 23 s    | 37e     |
| Eduardo Sepúlveda   | Contre-la-montre | 1 h 19 min 07 s 84 | 26e     |
| Daniel Díaz         | Course en ligne  | abandon            | abandon |
| Maximiliano Richeze | Course en ligne  | abandon            | abandon |

### VTT
| Athlète      | Compétition              | Temps | Rang |
| ------------ | ------------------------ | ----- | ---- |
| Catriel Soto | Cross-country VTT hommes |       |      |

### BMX
| Athlète             | Compétition | Qualifications | Qualifications | Quarts de finale | Quarts de finale | Demi-finales | Demi-finales | Finale   | Finale |
| Athlète             | Compétition | Résultat       | Rang           | Résultat         | Rang             | Résultat     | Rang         | Résultat | Rang   |
| ------------------- | ----------- | -------------- | -------------- | ---------------- | ---------------- | ------------ | ------------ | -------- | ------ |
| Gonzalo Molina      | BMX hommes  | 36 s 860       | 29             | 10               | 4                |              |              |          |        |
| María Gabriela Díaz | BMX femmes  | 40 s 073       | 16             | NC               | NC               |              |              |          |        |

## Escrime
| Athlète                   | Compétition      | 1/32 de finale   | 1/16 de finale     | 1/8 de finale    | Quarts de finale | Demi-finales     | Finale           | Finale |   |
| Athlète                   | Compétition      | Adversaire Score | Adversaire Score   | Adversaire Score | Adversaire Score | Adversaire Score | Adversaire Score | Rang   |   |
| ------------------------- | ---------------- | ---------------- | ------------------ | ---------------- | ---------------- | ---------------- | ---------------- | ------ | - |
| María Belén Pérez Maurice | Sabre individuel | NC               | Berder France 6–15 | -                | -                | -                | -                | -      | - |

## Football

### Tournoi masculin
L'équipe d'Argentine olympique de football gagne sa place pour les Jeux en remportant le Championnat des moins de 20 ans de la CONMEBOL 2015.

## Handball

### Tournoi masculin
L'équipe d'Argentine de handball masculin gagne sa place pour les Jeux en atteignant la finale des Jeux panaméricains de 2015.

#### Sélection
| Sélectionneur            | Sélectionneur             | Eduardo Gallardo         | Eduardo Gallardo | Eduardo Gallardo              |
| N°                       | Nom                       | Date de naissance et âge | Sél. (buts)      | Club                          |
| Gardiens de but          |                           |                          |                  |                               |
| 1                        | Matías Schulz             | 12 février 1982          | 172 (0)          | Pfadi Winterthur              |
| 12                       | Fernando García           | 31 août 1981             | 193 (5)          | SMV Vernon Saint-Marcel       |
| Ailiers                  |                           |                          |                  |                               |
| 2                        | Federico Gastón Fernández | 17 octobre 1989          | 94 (335)         | Universidad Nacional de Luján |
| 3                        | Federico Pizarro          | 6 juillet 1987           | 127 (568)        | Universidad Nacional de Luján |
| 23                       | Pablo Vainstein           | 18 juillet 1987          | 35 (45)          | CA River Plate                |
| 18                       | Adrián Portela            | 8 mars 1986              | 37 (112)         | Colegio Ward                  |
| Arrières et Demi-centres |                           |                          |                  |                               |
| 4                        | Sebastián Simonet         | 12 mai 1986              | 130 (394)        | CB Ademar León                |
| 8                        | Pablo Simonet             | 4 mai 1992               | 41 (75)          | CB Benidorm                   |
| 9                        | Leonardo Querín           | 17 avril 1982            | 159 (238)        | Billère Handball              |
| 10                       | Federico Vieyra           | 21 juillet 1988          | 101 (235)        | CB Ademar León                |
| 13                       | Juan Pablo Fernández      | 30 septembre 1988        | 101 (303)        | Universidad Nacional de Luján |
| 14                       | Agustín Vidal             | 8 juillet 1987           | 80 (162)         | BM Ciudad Encantada           |
| Pivot                    |                           |                          |                  |                               |
| 5                        | Pablo Portela             | 21 juin 1980             | 127 (62)         | Colegio Ward                  |
| 15                       | Gonzalo Carou             | 15 août 1979             | 202 (450)        | Istres OPH                    |

Les résultats de la poule de l'Argentine sont :
|   | Équipe    | Pts | J | G | N | P | Bp  | Bc  | Diff | Dép |
| - | --------- | --- | - | - | - | - | --- | --- | ---- | --- |
| 1 | Croatie   | 8   | 5 | 4 | 0 | 1 | 147 | 134 | 13   | +1  |
| 2 | France    | 8   | 5 | 4 | 0 | 1 | 152 | 126 | 26   | -1  |
| 3 | Danemark  | 6   | 5 | 3 | 0 | 2 | 136 | 127 | 9    | -   |
| 4 | Qatar     | 5   | 5 | 2 | 1 | 2 | 122 | 127 | -5   | -   |
| 5 | Argentine | 2   | 5 | 1 | 0 | 4 | 110 | 126 | -16  | -   |
| 6 | Tunisie   | 1   | 5 | 0 | 1 | 4 | 118 | 145 | -27  | -   |

|  | Qualifié pour les quarts de finale                                                                                     |
|  | Éliminé |
|  | Pts points ; J joués ; G victoires ; N nuls ; P défaites BP buts marqués ; BC buts encaissés ; Diff différence de buts |

### Tournoi féminin
L'équipe d'Argentine de handball féminin gagne sa place pour les Jeux en atteignant la finale des Jeux panaméricains de 2015.
Sélection
Les résultats de la poule de l'Argentine sont :
|   | Équipe       | Pts | J | G | N | P | Bp  | Bc  | Diff |
| - | ------------ | --- | - | - | - | - | --- | --- | ---- |
| 1 | Russie       | 10  | 5 | 5 | 0 | 0 | 165 | 147 | 18   |
| 2 | France       | 8   | 5 | 4 | 0 | 1 | 118 | 93  | 25   |
| 3 | Suède        | 5   | 5 | 2 | 1 | 2 | 150 | 141 | 9    |
| 4 | Pays-Bas     | 4   | 5 | 1 | 2 | 2 | 135 | 135 | 0    |
| 5 | Corée du Sud | 3   | 5 | 1 | 1 | 3 | 130 | 136 | -6   |
| 6 | Argentine    | 0   | 5 | 0 | 0 | 5 | 101 | 147 | -46  |

|  | Qualifié pour les quarts de finale                                                                                     |
|  | Éliminé |
|  | Pts points ; J joués ; G victoires ; N nuls ; P défaites BP buts marqués ; BC buts encaissés ; Diff différence de buts |

## Hockey sur gazon

### Tournoi masculin
L'équipe d'Argentine de hockey sur gazon, familièrement appelée Los leones (les lions), gagne sa place pour les Jeux en remportant les Jeux panaméricains de 2015. Elle joue dans la poule B ainsi que l'Allemagne, l'Inde, le Canada, l'Irlande et les Pays-Bas.
L'équipe argentine se classe à la troisième place de la poule B avec deux victoires, deux matchs nuls et une défaite. Elle accède aux quarts de finale où elle triomphe de l'équipe espagnole puis aux demi-finales où elle s'impose face à l'Allemagne. En finale, elle est opposée à la Belgique et remporte la médaille d'or grâce à 4 buts, marqués par Pedro Ibarra, Ignacio Ortiz, Gonzalo Peillat et Agustin Mazzilli, contre 2 pour son adversaire.
Composition
L'entraineur de l'équipe masculine est Carlos Retegui
- Manuel Brunet
- Facundo Callioni
- Juan Ignacio Gilardi
- Pedro Ibarra
- Juan Martín López
- Agustín Mazzilli
- Joaquín Menini
- Ignacio Ortiz
- Matías Paredes
- Gonzalo Peillat
- Lucas Rey
- Matías Rey
- Lucas Rossi
- Juan Saladino
- Lucas Vila
- Juan Manuel Vivaldi

Premier tour de la poule B
- Argentine 3–3 Pays-Bas : 6 août 2016, 10 h 00
- Argentine 3–1 Canada : 8 août 2016, 12 h 30
- Argentine 1–3 Inde : 9 août 2016, 11 h 00
- Argentine 4–4 Allemagne : 11 août 2016, 12 h 30
- Argentine 3–2 Irlande : 12 août 2016, 19 h 30

| Équipes   | PJ | V | N | D | BP | +/- | Pts | Qualification   |
| --------- | -- | - | - | - | -- | --- | --- | --------------- |
| Allemagne | 5  | 4 | 1 | - | 17 | 7   | 13  | Quart de finale |
| Pays-Bas  | 5  | 3 | 1 | 1 | 18 | 12  | 10  | Quart de finale |
| Argentine | 5  | 2 | 2 | 1 | 14 | 2   | 8   | Quart de finale |
| Inde      | 5  | 2 | 1 | 2 | 9  | 0   | 7   | Quart de finale |
| Irlande   | 5  | 1 | - | 4 | 10 | -6  | 3   | Non qualifiée   |
| Canada    | 5  | - | 1 | 4 | 7  | -15 | 1   | Non qualifiée   |

Quarts de finale
- Argentine 2–1 Espagne : 14 août 2016, 10 h 00

Demi-finales
- Argentine 5-2 Allemagne : 16 août, 12 h 00

Finale
- Argentine 4-2 Belgique : 18 août, 17 h 00

### Tournoi féminin
L'équipe d'Argentine de hockey sur gazon féminin, familièrement appelée Las leonas (les lionnes), se qualifie pour les Jeux via la Ligue mondiale de hockey sur gazon féminin 2014-2015. L'équipe argentine joue dans la poule B ainsi que l'Inde, l'Australie, les États-Unis, la Grande-Bretagne et le Japon.
Classée à la quatrième place de sa poule avec deux victoires et trois défaites, elle accède aux quarts de finale où elle s'incline face à l'équipe néerlandaise.
Composition
L'entraineur de l'équipe féminine est Gabriel Minadeo
- Gabriela Aguirre
- Agustina Albertarrio
- Noel Barrionuevo
- Martina Cavallero
- Pilar Campoy
- Julia Gomes Fantasia
- María José Granatto
- Agustina Habif
- Florencia Habif
- Delfina Merino
- Florencia Mutio
- Carla Rebecchi
- Rocío Sánchez Moccia
- Belén Succi
- Victoria Zuloaga
- Lucina von der Heyde

Premier tour de la poule B
- Argentine 1–2 États-Unis : 6 août 2016, 17 h 00
- Argentine 4–0 Japon : 8 août 2016, 20 h 30
- Argentine 2–3 Grande-Bretagne : 10 août 2016, 13 h 30
- Argentine 0–1 Australie : 11 août 2016, 18 h 00
- Argentine 5–0 Inde : 13 août 2016, 10 h 00

| Équipes         | PJ | V | N | D | BP | +/- | Pts | Qualification   |
| --------------- | -- | - | - | - | -- | --- | --- | --------------- |
| Grande-Bretagne | 5  | 5 | - | - | 12 | 8   | 15  | Quart de finale |
| États-Unis      | 5  | 4 | - | 1 | 14 | 9   | 12  | Quart de finale |
| Australie       | 5  | 3 | - | 2 | 11 | 6   | 9   | Quart de finale |
| Argentine       | 5  | 2 | - | 3 | 12 | 6   | 6   | Quart de finale |
| Japon           | 5  | - | 1 | 4 | 3  | -13 | 1   | Non qualifiée   |
| Inde            | 5  | - | 1 | 4 | 3  | -16 | 1   | Non qualifiée   |

Quarts de finale
Argentine 2-3 Pays-Bas : 15 août, 20 h 00

## Judo
L'argentine qualifie deux judokas qui en sont tous deux à leur troisième participation à des Jeux olympiques. Paula Pareto, médaille de bronze en 2008, est qualifiée directement en tant que championne du monde et classée deuxième par la Fédération internationale de judo. Emmanuel Lucenti bénéficie des quotas additionnels par continent en tant que judoka argentin le mieux classé,.
Les compétitions, auxquelles prennent part 386 athlètes, se déroulent du 6 au 12 août à la Carioca Arena 2 à l'intérieur du Parc olympique de Barra da Tijuca.
Paula Pareto obtient la médaille d'or après avoir battu successivement la Russe Irina Dolgova, la Hongroise Éva Csernoviczki, la Japonaise Ami Kondo et finalement la Sud Coréenne Jeong Bo-kyeong. Cette médaille d'or est à la fois la première récoltée par une Argentine, la première en judo et la première obtenue par l'Argentine au cours des Olympiades de 2016.
| Athlète          | Compétition    | 1/64 de finale      | 1/32 de finale      | 1/16 de finale                  | Quart de finale              | Demi-finale         | Finale                         | Finale        |
| Athlète          | Compétition    | Adversaire Résultat | Adversaire Résultat | Adversaire Résultat             | Adversaire Résultat          | Adversaire Résultat | Adversaire Résultat            | Rang          |
| ---------------- | -------------- | ------------------- | ------------------- | ------------------------------- | ---------------------------- | ------------------- | ------------------------------ | ------------- |
| Femmes           |                |                     |                     |                                 |                              |                     |                                |               |
| Paula Pareto     | Moins de 48 kg | NC                  | Bye                 | Dolgova Russie 102–000          | Csernoviczki Hongrie 010–000 | Kondo Japon 010–000 | Jeong B-k Corée du Sud 010–000 | Médaille d'or |
| Hommes           |                |                     |                     |                                 |                              |                     |                                |               |
| Emmanuel Lucenti | Moins de 81 kg | Bye                 | Elias Liban 010–000 | Valois-Fortier Canada 010–010 S | -                            | -                   | -                              | -             |

## Rugby à sept

### Tournoi masculin
L'équipe d'Argentine de rugby à sept gagne sa place en tant que champion d'Amérique du Sud 2015.
Effectif
Sélection :
- Santiago Álvarez
- Juan Pablo Estelles
- Rodrigo Etchart
- Bautista Ezcurra
- Juan Imhoff
- Fernando Luna
- Matías Moroni
- Axel Müller
- Gastón Revol
- Javier Rojas
- Franco Sábato
- Germán Schulz

Entraîneur principal : Santiago Gómez Cora
Phase de poules
| Rang | Pays       | J | V | N | D | Pm | Pe | Diff | Pts |
| ---- | ---------- | - | - | - | - | -- | -- | ---- | --- |
| 1    | Fidji      | 3 | 3 | 0 | 0 | 87 | 45 | +42  | 9   |
| 2    | Argentine  | 3 | 2 | 0 | 1 | 62 | 35 | +27  | 7   |
| 3    | États-Unis | 3 | 1 | 0 | 2 | 59 | 43 | +16  | 5   |
| 4    | Brésil     | 3 | 0 | 0 | 3 | 12 | 97 | -85  | 2   |

|  | Qualifié pour les quarts de finale    |
|  | Qualifié pour le classement de 9 à 12 |

Le détail des rencontres de poule de l'équipe est le suivant :
| 9 août 2016 13 h UTC-3 | États-Unis                                                                              | 14 - 17 (0 - 7) | Argentine                                                                      | stade de Deodoro, Rio de Janeiro |
| 9 août 2016 13 h UTC-3 | Essai(s) : Essai de pénalité (11e), Barrett (12e) Transformation(s) : Hughes (11e, 12e) |                 | Essai(s) : Müller (4e), Luna (8e), Moroni (14e) Transformation(s) : Revol (4e) | stade de Deodoro, Rio de Janeiro |
| 9 août 2016 13 h UTC-3 |                                                                                         |                 |                                                                                | stade de Deodoro, Rio de Janeiro |

| 9 août 2016 18 h 30 UTC-3 | Fidji                                                                                              | 21 - 14 (7 - 7) | Argentine                                                               | stade de Deodoro, Rio de Janeiro |
| 9 août 2016 18 h 30 UTC-3 | Essai(s) : Tuisova (2e), Taliga (11e, 12e) Transformation(s) : Ravouvou (2e), Kolinisau (11e, 12e) |                 | Essai(s) : Sábato (5e), Álvarez (8e) Transformation(s) : Revol (5e, 8e) | stade de Deodoro, Rio de Janeiro |
| 9 août 2016 18 h 30 UTC-3 | |                 |                                                                         | stade de Deodoro, Rio de Janeiro |

| 10 août 2016 13 h UTC-3 | Argentine | 31 - 0 | Brésil | stade de Deodoro, Rio de Janeiro |
| 10 août 2016 13 h UTC-3 | Essai(s) : Müller (4e), Revol (5e), Álvarez (7e), Schulz (11e), Bruzzone (13e) Transformation(s) : Revol (6e, 7e, 11e) |        |        | stade de Deodoro, Rio de Janeiro |
| 10 août 2016 13 h UTC-3 | |        |        | stade de Deodoro, Rio de Janeiro |

Quarts de finale
| 10 août 2016 18 h UTC-3 | Grande-Bretagne        | 5 - 0 ap | Argentine | stade de Deodoro, Rio de Janeiro |
| 10 août 2016 18 h UTC-3 | Essai(s) : Bibby (18e) |          |           | stade de Deodoro, Rio de Janeiro |
| 10 août 2016 18 h UTC-3 |                        |          |           | stade de Deodoro, Rio de Janeiro |

## Natation
| Athlète          | Épreuve       | Séries        | Séries | Demi-finales | Demi-finales | Finale   | Finale   |
| Athlète          | Épreuve       | Temps         | Rang   | Temps        | Rang         | Temps    | Rang     |
| ---------------- | ------------- | ------------- | ------ | ------------ | ------------ | -------- | -------- |
| Virginia Bardach | 400 m 4 nages | 4 min 49 s 69 | 31e    | NC           | NC           | Éliminée | Éliminée |

| Athlète        | Épreuve     | Séries        | Séries | Demi-finales | Demi-finales | Finale   | Finale   |
| Athlète        | Épreuve     | Temps         | Rang   | Temps        | Rang         | Temps    | Rang     |
| -------------- | ----------- | ------------- | ------ | ------------ | ------------ | -------- | -------- |
| Martín Naidich | 400 m libre | 3 min 54 s 58 | 39e    | NC           | NC           | Éliminée | Éliminée |

## Volley-ball

### Tournoi masculin
L'équipe d'Argentine de volley-ball se qualifie pour les Jeux en remportant le tournoi de qualification olympique sud-américain.

### Tournoi féminin
L'équipe d'Argentine de volley-ball féminin gagne sa place en remportant le tournoi de qualification olympique d'Amérique du Sud.